# Les Flambeurs
Pour plus de détails, voir Fiche technique et Distribution.
Les Flambeurs (California Split) est un film américain réalisé par Robert Altman et sorti en 1974.
Il est considéré comme un des meilleurs films sur l'univers des jeux.

## Synopsis
Un joueur impénitent et un joueur occasionnel se lient d'amitié après une partie de poker où ils ont été accusés de tricher. Ils se rendent ensemble à Reno, où le joueur occasionnel se met à gagner facilement.

## Fiche technique
- Titre original : California Split
- Titre français : Les Flambeurs
- Réalisation : Robert Altman assisté d'Alan Rudolph
- Scénario : Joseph Walsh
- Photographie : Paul Lohmann
- Production : Robert Altman et Joseph Walsh
- Pays de production :  États-Unis
- Langue originale : anglais
- Durée : 108 minutes
- Dates de sortie :
  - États-Unis :  7 août 1974
  - France : 12 février 1975

## Distribution
- George Segal : Bill Denny
- Elliott Gould : Charlie Waters
- Ann Prentiss : Barbara Miller
- Gwen Welles : Susan Peters
- Joseph Walsh : Sparkie
- Jeff Goldblum : Lloyd Harris
- Barbara Colby : La réceptionniste